# Martin Taylor (dzsesszgitáros)
Martin Taylor (Harlow, 1956. október 20. –) brit dzsesszzenész, gitáros.

## Pályafutása
Muzsikus cigánycsaládból származik. Apja négy éves korától gitározni tanította. Természetesen Django Reinhardt lett a példaképe. Nyolc évesen már rendszeresen játszott apja együttesében. 
15 évesen lett profi zenész. Előbb Lennie Hastings zenekarában játszott, majd csatlakozott Count Basie-hez. A következő néhány évben gyakran játszott Londonban Peter Inddel és Ike Isaacs-szal. Bemutatták neki Stéphane Grappellit is, akinek az 1980-as években egy ideig a zenekarában játszott.
Stéphan Grappellivel Amerikába ment. Ott találkozott David Grismannel, és fölvették a Sarabanda albumot.
Ezután szólókarrierbe fogott, és 1982-ben kiadta első LP-jét (Skye Boat, 1982).
2007-ben a BBC Jazz Awards és a British Jazz Awards az év legjobb gitárosaként díjazta. 2012-ben megkapta a Scottish Jazz díjat a Live Jazz kategóriában.

## Lemezválogatás
- Skye Boat (1982)
- Sketches: A Tribute to Art Tatum
- Sarabanda (1987, & David Grisman)
- Artistry (1990, solo)
- Reunion (& Stephane Grappelli; 1993)
- Spirit of Django (1994)
- Portraits Chet Atkinsszal, 1995)
- Kiss And Tell (1999)
- The Valley (és Bryn Terfel, Sacha Distel & Simon Dinnigan; 2004)
- First Time Together!,  & Frank Vignola & David Grisman; 2012)
- The Colonel & The Governor & Tommy Emmanuel; 2013)
- One Day (P3 Music, 2015)

## Díjak
- 2002: A Brit Birodalom Rendje, melyet II. Erzsébet királynő adományozott.